# 신효승
신효승(1999년 4월 1일 ~ )은 전 KBO 리그 키움 히어로즈의 투수이다.

## 한국 프로야구 시절

### 넥센 히어로즈&키움 히어로즈시절
2018년에 입단하였다.

## 호주 프로야구 시절
2019년에 질롱 코리아에 입단하였다.

## 출신 학교
- 대구본리초등학교 (대구스마일링리틀)
- 경복중학교
- 경북고등학교